# Ngete
El ngete (ngeté, nge'dé) és una llengua txadiana pertanyent a la subdivisió de les llengües masses parlada per uns 10.000 individus de la població de Ngete i dels seus voltants (prefectura Maio-Kebbi, al sud-oest del Txad).